# Trizay-lès-Bonneval
Trizay-lès-Bonneval – miejscowość i gmina we Francji, w Regionie Centralnym, w departamencie Eure-et-Loir.
Według danych na rok 1990 gminę zamieszkiwało 251 osób, a gęstość zaludnienia wynosiła 26 osób/km² (wśród 1842 gmin Regionu Centralnego Trizay-lès-Bonneval plasuje się na 890. miejscu pod względem liczby ludności, natomiast pod względem powierzchni na miejscu 1163.).